# (34916) 4595 P-L
4595 P-L (asteroide 34916) é um asteroide da cintura principal. Possui uma excentricidade de 0.18838260 e uma inclinação de 2.63254º.
Este asteroide foi descoberto no dia 24 de setembro de 1960 por Cornelis Johannes van Houten e Ingrid van Houten-Groeneveld e Tom Gehrels em Palomar.